# Aréna Maurice-Richard
L'aréna Maurice-Richard est un complexe sportif situé à Montréal. Il a été nommé en l'honneur de l'ancienne vedette des Canadiens de Montréal, Maurice « Rocket » Richard.

## Description
L'aréna a une particularité rare au Québec : il dispose d'une glace de grandeur olympique soit 30 mètres par 60 mètres.
L'édifice est le deuxième plus gros aréna de l'île de Montréal, car les gradins peuvent accueillir une capacité maximale de 5 666 spectateurs et en plus lors d’événements, la capacité peut être augmenté de 1 500 avec des sièges supplémentaires au parterre. 
De nos jours, même si l'aréna ne compte pas de clubs de hockey majeurs résidents, elle est très utilisée par les montréalais. Tout d'abord l’équipe nationale de patinage de vitesse sur courte piste s'y entraîne. Elle est le lieu de nombreux concerts et expositions.
L'aréna est accessible par la station de métro Viau
Le soir du 30 août 2012, une partie du toit de l'édifice est arrachée par le vent.

## Événements importants

### Culturel
19 février 1965 : The Beach Boys y font un concert
- mai 2007 : Arcade Fire[5]
- 1988 : Tournage de scènes de la série Lance et compte II qui devient le Palais omnisports de Paris-Bercy pour l'occasion[6].
- 2002, 2004, 2006 : tournage de Lance et compte. L'aréna devient la glace d'entraînement du National de Québec.

### Autres
- février (annuel) : Harley Show